# بازیلیکای قوم
بازیلیکای قوم (به ترکی آذربایجانی: Qum məbədi) یک بازیلیکای متعلق به سده پنجم تا ششم میلادی است که در روستای قوم از توابع شهرستان قاخ در جمهوری آذربایجان واقع شده است. این بازیلیکا در کرانه رود آرداوا قرار گرفته و یکی از معدود بناهای تاریخی معماری آلبانیای قفقاز است. ساختمان اکنون حفاظت‌شده است.